# NGC 3584
NGC 3584 is een emissienevel in het sterrenbeeld Kiel. Het hemelobject werd op 16 maart 1834 ontdekt door de Britse astronoom John Herschel.

## Synoniemen
- ESO 129-EN12